# Згарда

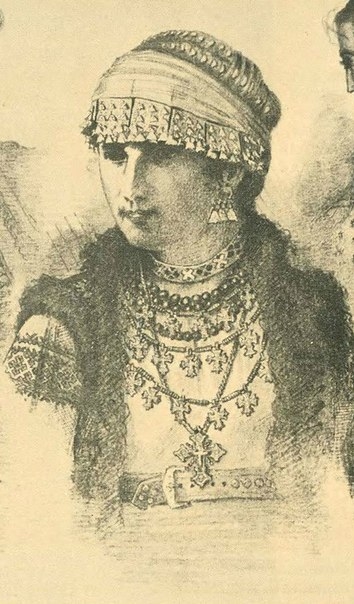
Згарды

Згарда (от рум. garda — « оберег») — архаичное гуцульское шейное украшение религиозного назначения, мужское украшение из Буковины и Верховинского р-на Ивано-Франковской области,. В центре згарды обычно содержится галбин — золотая монета.  

## Формирование
Формирование згарды, прошло длительный путь развития, основанный языческой традиции оберегов в виде различных, в том числе и нагрудных амулетов, наделенных благодатной силой покровительства. Очевидно, семена плодов, различных женских фигурок, топориков и т. д., каждое из которых выполняло определенную функцию, привело к сотворению сложного типа оберегов — бусы в виде одной или нескольких рядов (низок) семена плодов — «кпокичок», каменных (шиферных), а позже стеклянных и металлических бусинок и тому подобное. Поэтому появление круглых медальонов в VI—IX веках, которые, судя по способу завешивания, носили на груди — это своеобразный процесс развития шарообразных элементов (бусинок) в более удобную для ношения и орнаментального оформления (семантического определения) форму металлических, вырезанных из жести кружков или литых розетки дисков.
Однако, основным, фактором формирования згард крестовых в карпатских землях, было появление нательных крестиков. Определенный период, вследствие вынужденного «скрытия» религиозной принадлежности, что было присуще на раннем этапе распространения христианства, в том числе и на территории современной Гуцульщины и как чужой в системе традиционных местных украшений элемент, нательный крестик сначала носили скрытым под «ношей». Однако постепенно, под влиянием морально-этических норм, сложившихся христианской идеологией, когда знак креста для гуцула становится признаком его духовности, нательные крестики переносят из-под «ноши» на одежду, они превращаются из чисто христианского символа в оберег нового религиозного содержания. С этого времени гуцульские крестообразные амулеты развиваются в двух направлениях: в мужские кресты-обереги и, как маленькие (по сравнению с посредственными) крестики-элементы на женских нашейных украшениях.